# Heavens-Above
Heavens-Above (укр. Небеса вгорі) — некомерційний вебсайт, розроблений німецьким розробником Крісом Пітом. Вебсайт призначений допомагати людям здійснювати моніторинг та відстеження штучних супутників на орбіті Землі без необхідності оптичного устаткування, як-от бінокль або телескоп. Він містить докладні зоряні карти, на яких відображається траєкторія руху супутника на тлі зірок так, як би це виглядало із Землі. Особлива увага приділяється Міжнародній космічній станції, спалахам Ірідіумів та місіям космічних шаттлів. Вебсайт також пропонує інформацію про видимі в даний момент комети, астероїди, характеристики планет, та іншу різноманітну інформацію. Популярний американський астрономічний журнал Sky & Telescope назвав Heavens-Above.com «найпопулярнішим сайтом для відстеження супутників».

## Використання
Для початку користувачу потрібно вказати своє місцезнаходження (спостереження), поставивши позначку на карті або ввівши координати вручну, після цього вибрати необхідний об'єкт. Виводиться час, кут спостереження (азимут), яскравість, напрям руху та інші дані. Такими об'єктами можуть бути космічні станції, ракети, супутники, космічне сміття, а також Сонце, Місяць та інші планети.

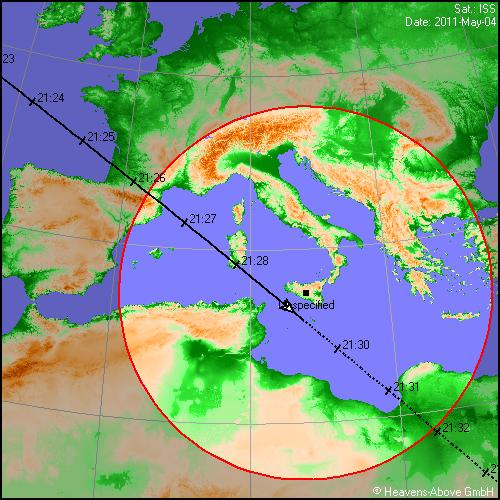
Приклад траєкторії польоту МКС 2011 року із сайту Heavens-Above, який допомагає користувачам Інтернету бачити космічну станцію без використання будь-якого обладнання. Спостерігач на Сицилії може побачити Міжнародну космічну станцію о 21:26